# Mallotus oppositifolius
Mallotus oppositifolius là một loài thực vật có hoa trong họ Đại kích. Loài này được (Geiseler) Müll.Arg. mô tả khoa học đầu tiên năm 1865.